# Jenkinsia
Jenkinsia – rodzaj ryb promieniopłetwych z rodziny Spratelloididae.

## Rozmieszczenie geograficzne
Do rodzaju należą gatunki występujące w wodach zachodnio-środkowego Oceanu Atlantyckiego.

## Morfologia
Długość ciała do 7,5 cm; brak szczegółowych danych dotyczących masy ciała.

## Systematyka
Rodzaj zdefiniował w 1896 roku para amerykańskich ichtiologów, David Starr Jordan i Barton Warren Evermann, w artykule zatytułowanym „Ryby Ameryki Północnej i Środkowej: opisowy katalog gatunków kręgowców rybopodobnych występujących w wodach Ameryki Północnej na północ od Przesmyku Panamskiego”, opublikowanym w czasopiśmie Bulletin of the United States National Museum. Gatunkiem typowym jest (oryginalne oznaczenie) J. stolifera.

### Etymologia
Jenkinsia: Oliver Peebles Jenkins (1850–1935), amerykański ichtiolog.

### Podział systematyczny
Do rodzaju należą następujące gatunki:
- Jenkinsia lamprotaenia (Gosse, 1851)
- Jenkinsia majua Whitehead, 1963
- Jenkinsia parvula Cervigón & Velazquez, 1978
- Jenkinsia stolifera (Jordan & Gilbert, 1884)